# Leporinus trifasciatus
Leporinus trifasciatus és una espècie de peix de la família dels anostòmids i de l'ordre dels caraciformes.

## Hàbitat
Viu en zones de clima tropical.

## Distribució geogràfica
Es troba a Sud-amèrica: Argentina i conca del riu Amazones al Brasil.